# مقاطعة هارلان (نبراسكا)
مقاطعة هارلان (بالإنجليزية: Harlan County)‏ هي إحدى مقاطعات ولاية نبراسكا في الولايات المتحدة الأمريكية.